# Ebba Hultqvist (politiker)
Ebba Karolina Regina Hultqvist, född 10 november 1876 i Kungsholms församling i Stockholm, död 17 december 1955 i Sölvesborgs församling i Blekinge län, var en svensk lärare och politiker. Hon var den första kvinna att väljas in i Sölvesborgs stadsfullmäktige.

## Uppväxt
Hultqvist föddes 1876 i Stockholm, som dotter till distinktionskorpralen Gustav Vilhelm Hultqvist och Karolina Teresia Hultqvist. Hon hade tre äldre systrar men ingen av dem fick växa upp tillsammans med sina föräldrar, då fadern dog redan 1878 och modern två år senare. Familjen var fattig och barnaskaran skingrades efter föräldrarnas död. Ebba Hultqvist lämnades till ett barnhem men nästan omgående fick hon komma till ett fosterhem i Gisslevik i östra Blekinge. Det var ett torparpar, Anders Svensson och Josefina Jonasdotter, som tog hand om henne. Fosterföräldrarna hjälpte henne så att hon så småningom kunde utbilda sig till lärarinna. Hon tog småskollärarexamen 1896 och tio år senare folkskollärarexamen.

## Lärarkarriär
Ebba Hultqvist fick arbete i sin hemsocken Torhamn 1896. Efter folkskoleseminariet tillträdde hon 1906 en ordinarie lärartjänst i skolan i Möckleryd, där hon fick en lärarbostad. Möckleryd låg inte långt från fosterföräldrarnas hem.
En elev i Möckleryd har skildrat sin upplevelse av Hultqvist som lärare:
| ”              | Skolan var det dåligt med förr. Morfar gick 8 dagar i skolan, men han ville lära sig läsa, så han gick till en gumma, de kallade Skole-Gertrud, och lärde sig av henne. På min tid var det 6 års skolgång, med 4 månader i Torhamn och 4 i Möckleryd vart år. Det räckte med 4 månader vart år för barnen, men jag gick 8. Lärarna var väl inte så bra. Första året hade jag en som hette Matilda Persson, och andra Ebba Hultqvist. Ebba var utexaminerad lärarinna och för bra för att stanna här, men det året jag hade henne lärde hon mig mer än de andra sammanlagt. | „ |
| – Selma Olsson | |   |

Efter några år i Möckleryd bar det iväg till Sölvesborg och en ny lärartjänst. Genast när Ebba Hultqvist flyttat till staden engagerade hon sig i skolrådet som lärarrepresentant och som styrelseledamot i stadens föreläsningsförening. Hon blev även ordförande i Sölvesborgs sjukhjälpsförening.

## Politisk karriär
Ebba Hultqvist engagerade sig i frågan om kvinnlig rösträtt. Hon var i Sölvesborg under många år ordförande i Föreningen för kvinnans politiska rösträtt (FKPR, lokalavdelning av Landsföreningen för Kvinnans politiska rösträtt, LKPR). När Blekinge länsförbund av LKPR bildades 1912 var hon en självskriven del av styrelsen, tillsammans med Sigrid Kruse från Karlskrona och Augusta Tonning från Ronneby. Suppleanter var Ida Schmitt, Karlshamn och Jenny Johansson, Eringsboda.
1913 blev Ebba Hultqvist invald i stadsfullmäktige i Sölvesborgs stad, som representant för de Frisinnade. Hon var den första kvinna att bli ledamot av stadsfullmäktige i Sölvesborgs stad. Under sin tid i stadsfullmäktige var hon bland annat ordförande i dess barnavårdsnämnd. Hon var dessutom lärarrepresentant i skolrådet, och i föreläsningsföreningen satt hon i styrelsen.
Ebba Hultqvist hade ett livslångt engagemang inom politiken. Hon höll ihop Liberala kvinnor i Sölvesborg från 1919 och nästan fram till sin bortgång 1955. I mars 1954 skrev Ebba Hultqvist till Ellen Hagen och välkomnade henne till ett möte i Sölvesborg. Hon mådde vid denna tid inte bra, och kunde inte själv ta emot Ellen Hagen men hoppades ändå att orka gå på mötet och talas vid en stund efteråt. Hon var då nästan 80 år gammal.

## Insamlingsarbete och donationer
Utöver sitt politiska arbete arbetade Hultqvist med att samla in donationer samt själv donera till olika ändamål, bland annat för utsatta barn, utbildning och musik. Hon donerade dessutom pengar till Sölvesborgs stad för att det skulle kunna bildas fonder. Hon var mycket musikintresserad och ville att det skulle skapas möjligheter för ett rikare musikliv i staden. År 1946 skrev hon följande i en bilaga till donationsbrevet:
| ”                | Det torde vara känt, att sångens och musikens utövare antingen det är enskilda eller sammanslutningar i såväl vår stad som annorstädes, ofta ha det trångt och ej sällan ha de ekonomiska bekymmer att bemästra och stora svårigheter att övervinna… Jag böjer mig i vördnad för de icke så få, särskilt i vår stad, som trots ringa uppmuntran och förståelse och ofta tyngda av slitsam daglig gärning, ändock kunna offra tid och krafter utan att förtröttas och alltjämt vilja föra ut musiken till den stora allmänheten. I tacksamhet mot dessa och för den rikedom musiken alltid skänkt mig, vill jag till Sölvesborgs stad överlämna kronor 7.000:- att förvalta enligt närslutna donationsbrev. | „ |
| – Ebba Hultqvist | |   |

Ebba Hultqvist donerade pengar till ytterligare sex fonder, vilka på ett eller annat sätt riktade sig till mindre bemedlade. En fond handlade om att ge möjlighet till utbildning, en annan om att skapa ett fint julfirande och ett par fonder var rena resefonder. Det fanns även en fond för föräldralösa och omhändertagna barn. Flera av dessa fonder fanns fortfarande på 2000-talet kvar. Med stöd av Hultqvists fonder kunde bland annat Sölveborgs musiksällskap bildas.

## Död
Ebba Hultqvist avled 1955. Hon ligger begravd på Norra kyrkogården i Nora.